# Inawashiro (Fukushima)
Inawashiro (jap. 猪苗代町 Inawashiro-machi) ist eine Gemeinde im Landkreis Yama der Präfektur Fukushima auf Honshū, der Hauptinsel von Japan.

## Geographie

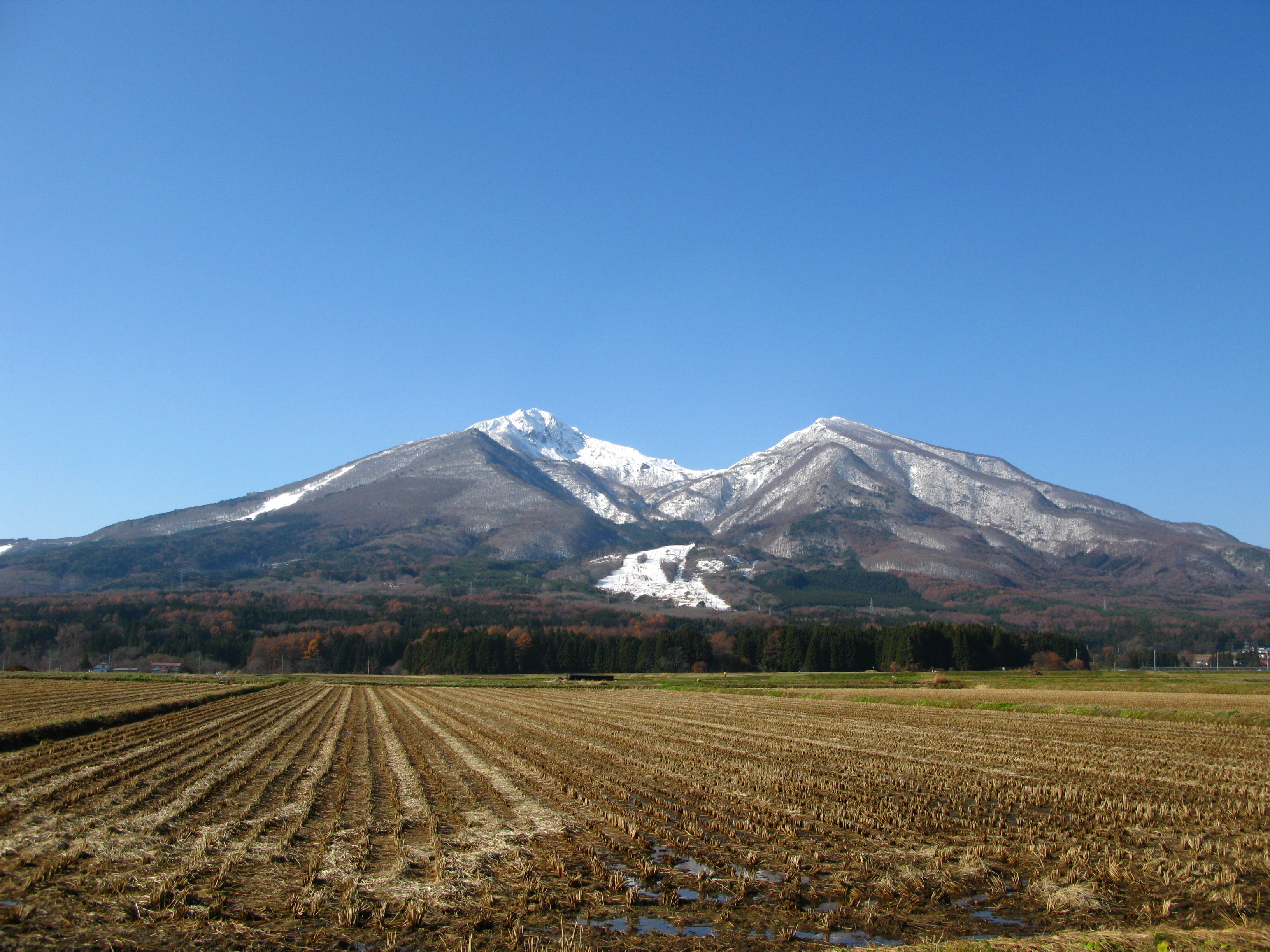
Der Bandai – auch Aizu-Fuji genannt – von Inawashiro gesehen.

Inawashiro liegt am Nordufer des Inawashiro-Sees und am Fuß des über 1800 Meter hohen Bandai, dem höchsten Berg der gleichnamigen Vulkangruppe, zu der auch der Akahani (1430 m) und der Kushigamine (1636 m) zählen. Östlich des Bandai liegt der 1413 m hohe Kawageta. Der Ortskern von Inawashiro liegt im Tal des Nagase, der zwischen den beiden Bergen in den Inawashiro-See fließt.
Im Norden liegen der 1200 Meter hohe Shirabu-yama und die Ura-Bandai-Sanko („Drei Seen hinter dem Bandai“), der Akimoto-See, der Hibira-See und der Onogawa-See.
Die Umgebung des Bandai, des Adatara und der Inawashiro- und Akimoto-Seen gehören zum Bandai-Asahi-Nationalpark.

## Geschichte
Die Burg Inawashiro (Inawashiro-jō), auch Kame-ga-jō (亀ヶ城, dt. „Schildkrötenburg“) genannt, wurde bereits in der Kamakura-Zeit errichtet und war bis zum 16. Jahrhundert der Sitz des Inawashiro-Klans, einem Zweig der Aizu-Ashina. Danach übernahmen die Lehnsherren von Aizu die Burg, sie stand also unter Kontrolle der Gamō, Uesugi und Katō. Seit der frühen Edo-Zeit herrschten die Hoshina-Matsudaira über Aizu und die Burg Inawashiro.
1868 fand am Bonari-Pass (Bonari-tōge) nordöstlich von Inawashiro eine wichtige Schlacht im Boshin-Krieg statt. Etwa 700 Truppen der Aizu, die für die Feudalregierung des Shōgun kämpften, unterlagen rund 2000 kaiserlichen Truppen und mussten sich zurückziehen. Der damalige Burgherr von Inawashiro ließ die Burg niederbrennen und schloss sich den zurückweichenden Truppen der Aizu an. Bald darauf war mit der Einnahme der Burg Tsuruga in Wakamatsu der Widerstand der Aizu gebrochen.
1889 wurden bei der Einführung der modernen Gebietskörperschaften durch die Meiji-Regierung die Kleinstadt (machi) Inawashiro errichtet. In der Meiji-Zeit erhielt die Region erstmals eine moderne Infrastruktur: Der Asaka-Kanal (Asaka-sosui) zwischen dem Inawashiro-See und Kōriyama entstand 1883. 1889 wurde Inawashiro durch die Gan’etsu Tetsudō an das Eisenbahnnetz angeschlossen.
Im späten 19. Jahrhundert ereigneten sich in der Umgebung zwei Vulkanausbrüche: Am 15. Juli 1888 verwüstete ein Ausbruch des Bandai die umliegenden Orte, tötete 477 Menschen und staute den Nagase und seine Zuflüsse auf. Dabei entstanden auch die „fünf farbigen Seen“ (goshikinuma) an der Nordseite – heute eine Touristenattraktion. Im Jahr 1900 brach im Osten der Adatara aus.
Das heutige Inawashiro entstand 1955 durch den Zusammenschluss des alten Inawashiro mit den umliegenden Dörfern (Mura) Azuma (吾妻村), Chisato (千里村), Okinashima (翁島村) und Tsukinowa (月輪村), alle im damaligen Landkreis Kita-Aizu.

## Demografie
Die Bevölkerungszahl nimmt seit Jahrzehnten kontinuierlich ab. Seit dem Ende der Shōwa-Zeit 1989 sank sie von über 19.000 auf knapp über 16.000.

## Wirtschaft
Die Landschaft um Inawashiro ist durch die Landwirtschaft geprägt. Allerdings waren 2006 nur 157 der rund 6500 Beschäftigten in Inawashiro in Land-, Forstwirtschaft und Fischerei beschäftigt. Größter Arbeitgeber ist der Tourismus: Über 1400 Menschen sind im Hotel- und Gaststättengewerbe tätig, 1365 sind im Einzelhandel beschäftigt. Die Industrie bietet rund 650 Arbeitsplätze.

## Sehenswürdigkeiten

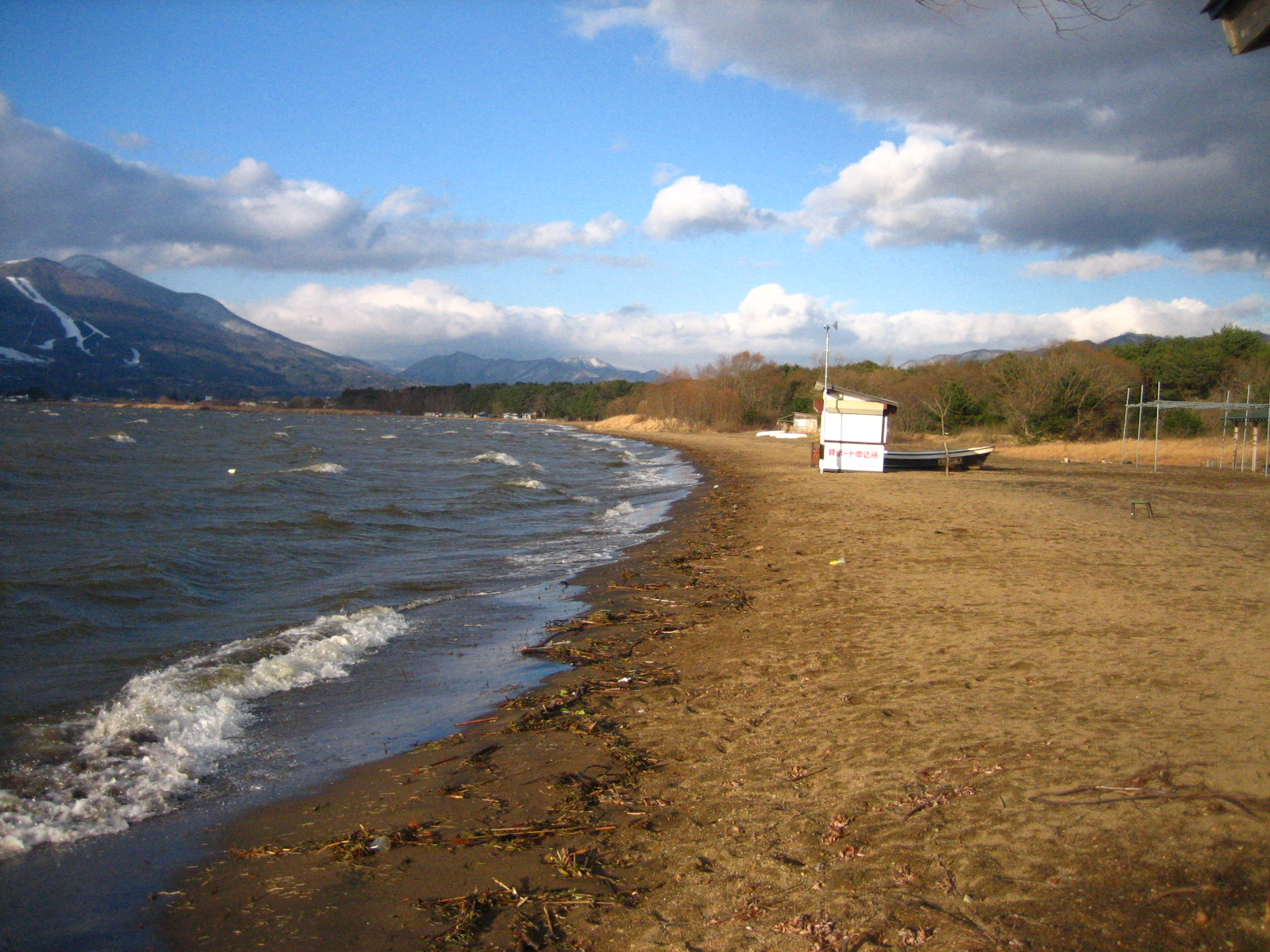
Der Tenjin-Strand im Winter

Der Tenjin-Strand säumt das Nordostufer des Inawashiro-Sees. Weiter nördlich am Seeufer liegen das Noguchi-Gedenkmuseum zu Ehren des Mikrobiologen und Arztes Noguchi Hideyo und das Aizu-minzoku-kan, das Aizu-Heimatmuseum, in dem mehrere Originalgebäude der Edo-Zeit wiederaufgebaut wurden. Das Tenkyōkaku, eine prinzliche Sommervilla aus dem Jahr 1908, befindet sich am Nordwestufer des Sees.

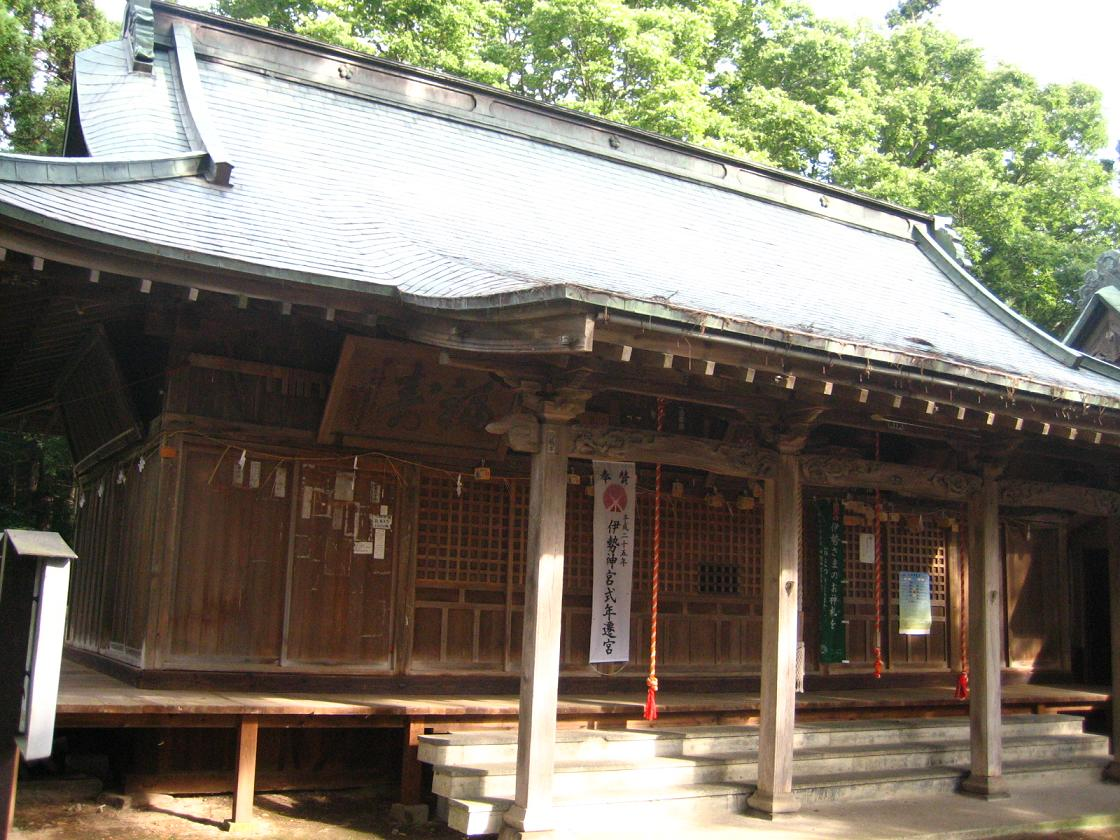
Kobiragata-Tenmangū

Die Ruine der Burg Inawashiro liegt im Kamegajōshi-kōen, einem Park im Ortskern. Der Kobiragata-Tenmangū, ein Schrein aus dem 10. Jahrhundert liegt im Südosten am Tenjin-Strand. Ein weiterer bedeutender Schrein, der Hanitsu-jinja am Hang des Bandai wurde 1675 von den Hoshina eingerichtet.
Mehrere heiße Quellen (Onsen) liegen im Stadtgebiet von Inawashiro. Auch einige Golfplätze wurde in der Umgebung angelegt. Rund um den Bandai befinden sich mehrere Skipisten: Auf dem Stadtgebiet von Inawashiro liegen das Inawashiro Ski-jō und das Inawashiro Resort. Im Osten am Kawageta liegt außerdem das Listel Ski Fantasia, das im März 2009 Austragungsort der Freestyle-Weltmeisterschaft der Fédération Internationale de Ski ist. Weitere Pisten befinden sich an den Hängen des Adatara im Nordosten.

## Verkehr
An der Ban’etsusai-Linie der Eisenbahngesellschaft JR Higashi-Nihon liegen fünf Bahnhöfe auf dem Stadtgebiet von Inawashiro. Am Bahnhof Inawashiro halten auch Schnellzüge sowie der Aizu Liner.
Die Nationalstraße 49 verläuft nördlich des Sees in Ost-West-Richtung durch Inawashiro und verbindet den Ort mit Kōriyama und Aizu-Wakamatsu, die nach Norden abzweigende Nationalstraße 115 führt durch den Ortskern und verbindet ihn mit den außerhalb in den Bergen gelegenen Teilen von Inawashiro und mit Fukushima. Nach Nordwesten zweigt die Nationalstraße 459 ab, die zu den Ura-Bandai-sanko und nach Kitakata führt. Die Ban’etsu-Autobahn durchquert Inawashiro ebenfalls von Ost nach West, eine Auffahrt ist am Inawashiro Bandai-kōgen Interchange an der Nationalstraße 115 möglich.

## Angrenzende Städte und Gemeinden
- Fukushima
- Nihonmatsu
- Kōriyama
- Aizu-Wakamatsu
- Bandai (Landkreis Yama)
- Kitashiobara (Landkreis Yama)
- Yonezawa (Präfektur Yamagata)

## Söhne und Töchter der Stadt
- Kanae Meguro (* 1978), Biathletin
- Noguchi Hideyo (1876–1928), Arzt